# Магистральный насос
Насос магистральный — гидравлическая машина, предназначенная для перекачивания нефти и нефтепродуктов по магистральным, технологическим и вспомогательным трубопроводам.
Магистральные насосы могут обеспечивать высокие напоры. Обычно характеризуются надёжностью непрерывной работы и экономичностью эксплуатации.

## Классификация
Существуют следующие типы магистральных насосов:
- центробежные горизонтальные насосы:
  - секционные многоступенчатые (c подачей до 1250 м3/ч)
  - спиральные одноступенчатые (c подачей 1250 м3/ч и более, макс. подача достигает 12 500 м3/ч)[1].

## Характеристики
Для перекачки нефти и нефтепродуктов данными насосами их температура не должна превышать 80 °C, а кинематическая вязкость — 3 см2/c. При этом максимально допустимое содержание механических примесей в нефтепродуктах при перекачке 0,05 %.

## Устройство
В состав привода магистральных насосов обычно входят:
- электродвигатели (синхронные или асинхронные);
- газовые турбины co свободнопоршневыми генераторами газа;
- стационарные газовые турбины;
- двигатели внутреннего сгорания (в основном дизельные).

Концевые уплотнения ротора — механические торцовые одинарные с дополнительным щелевым уплотнением в соответствии с API682.
Для восприятия радиальных и осевых нагрузок применены опорные (опора с упорным подшипником называется подпятником) подшипники качения с высокой несущей способностью.
Передача крутящего момента от двигателя к насосу осуществляется при помощи упругой пластинчатой муфты.